# Welcome to the Pleasure Dome
Az 1984-es Welcome to the Pleasure Dome a Frankie Goes to Hollywood debütáló nagylemeze. A duplalemez azonnal a brit albumlista élére került, több mint egymillió példányban kelt el. A kritikusok figyelmét is magára vonta, elsősorban az újra felvett kislemezek kapcsán (Relax, Two Tribes, War). A The Power of Love jelentette az együttes harmadik number one kislemezét az Egyesült Királyságban.
Az album szerepel az 1001 lemez, amit hallanod kell, mielőtt meghalsz című könyvben.

## Az album dalai
| 1. | Well...                     | Peter Gill, Holly Johnson, Brian Nash, Mark O'Toole, Andy Richards | 0:55  |
| 2. | The World Is My Oyster      | Gill, Johnson, Nash, O'Toole                                       | 1:02  |
| 3. | Snatch of Fury (Stay)       | Gerry Marsden                                                      | 0:36  |
| 4. | Welcome to the Pleasuredome | Gill, Johnson, Nash, O'Toole                                       | 12:58 |

| 1. | Relax (Come Fighting)                      | Gill, Johnson, O'Toole           | 3:56 |
| 2. | War (...and Hide)                          | Barrett Strong, Norman Whitfield | 6:12 |
| 3. | Two Tribes (For the Victims of Ravishment) | Gill, Johnson, O'Toole           | 3:23 |
| 4. | The Last Voice                             | Gill, Johnson, Nash, O'Toole     | 0:35 |

| 1. | Ferry (Go)                | Marsden                      | 1:49 |
| 2. | Born to Run               | Bruce Springsteen            | 3:56 |
| 3. | San Jose (The Way)        | Burt Bacharach, Hal David    | 3:09 |
| 4. | Wish (The Lads Were Here) | Gill, Johnson, O'Toole       | 2:48 |
| 5. | The Ballad of 32          | Gill, Johnson, Nash, O'Toole | 4:47 |

| 1. | Krisco Kisses           | Gill, Johnson, Nash, O'Toole | 2:57 |
| 2. | Black Night White Light | Gill, Johnson, Nash, O'Toole | 4:05 |
| 3. | The Only Star in Heaven | Gill, Johnson, Nash, O'Toole | 4:16 |
| 4. | The Power of Love       | Gill, Johnson, Nash, O'Toole | 5:28 |
| 5. | Bang                    | Gill, Johnson, Nash, O'Toole | 1:08 |

## Közreműködők
- Holly Johnson – ének
- Brian Nash – gitár
- Peter Gill – dob
- Mark O'Toole – basszusgitár
- Paul Rutherford – ének
- J. J. Jeczalik – billentyűk, programozás, szoftver
- Andrew Richards – billentyűk
- Louis Jardim – ütőhangszerek
- Anne Dudley – billentyűk, vonósok hangszerelése a The Power of Love-on
- Steven Lipson – gitár
- Steve Howe – akusztikus gitár a Welcome to the Pleasuredome-on
- Trevor Rabin – gitár
- Trevor Horn – háttérvokál, basszusgitár

### Produkció
- producer – Trevor Horn
- hangmérnök – Stuart Bruce, Steve Lipson
- mastering – Ian Cooper

## Fordítás
Ez a szócikk részben vagy egészben a Welcome to the Pleasuredome című angol Wikipédia-szócikk ezen változatának fordításán alapul.  Az eredeti cikk szerkesztőit annak laptörténete sorolja fel. Ez a jelzés csupán a megfogalmazás eredetét és a szerzői jogokat jelzi, nem szolgál a cikkben szereplő információk forrásmegjelöléseként.